# Emeopedus pulchellus
Emeopedus pulchellus är en skalbaggsart som först beskrevs av Heller 1924.  Emeopedus pulchellus ingår i släktet Emeopedus och familjen långhorningar.
Artens utbredningsområde är Filippinerna. Inga underarter finns listade i Catalogue of Life.